# Podprefektura Nemuro
Podprefektura Nemuro (jap. 根室振興局 Nemuro-shinkō-kyoku) – podprefektura w Japonii, na wyspie Hokkaido. Powierzchnia podprefektury (wraz ze spornymi terenami) wynosi 8 500,39 km², w tym terytorium znajdującego się we władaniu Japonii 3 497,34 km² i znajdującego się we władaniu Rosji 5 003,05 km². W 2020 r. mieszkało w niej (w części znajdującej się we władaniu Japonii) 71 771 osób, w 31 905 gospodarstwach domowych  (w 2010 r. 80 569 osób, w 32 202 gospodarstwach domowych) .
Terytoria Nemuro zostały określone przez połączenie w grudniu 1903 r. dwóch podprefektur: Nemuro i Shana. Japończycy zaliczają do tej podprefektury południowe Wyspy Kurylskie (znane w Japonii jako Terytoria Północne), o które toczy się spór terytorialny z Rosją.
W tej podprefekturze, w mieście Nakashibetsu, znajduje się port lotniczy Nakashibetsu, najbardziej wysunięte na wschód lotnisko w Japonii.

## Podział administracyjny
W skład podprefektury wchodzi 1 większe miasto (shi) i 4 mniejsze (chō).
| Nazwa | Nazwa               | Nazwa      | Powierzchnia (km²) | Ludność | Kod jednostki | Mapa |
| Polska nazwa | Rōmaji              | Kanji      | Powierzchnia (km²) | Ludność | Kod jednostki | Mapa |
| --- | ------------------- | ---------- | ------------------ | ------- | ------------- | ---- |
| Betsukai | Betsukai-chō        | 別海町     | 1 319,63           | 14 380  | 01691         |      |
| Nakashibetsu | Nakashibetsu-chō    | 中標津町   | 684,87             | 23 010  | 01692         |      |
| Nemuro (stolica) | Nemuro-shi          | 根室市     | 411,41             | 24 636  | 01223         |      |
| Rausu | Rausu-chō           | 羅臼町     | 397,72             | 4 722   | 01694         |      |
| Shibetsu | Shibetsu-chō        | 標津町     | 624,69             | 5 023   | 01693         |      |
| Podprefektura Nemuro | Nemuro shinkō-kyoku | 根室振興局 | 3 497,34           | 71 771  | 01690         |      |
| * W podprefekturze znajduje się również jezioro Fūren (jap. 風蓮湖 Fūren-ko) o powierzchni 59,01 km², położone pomiędzy miastami Nemuro i Betsukai. Jego powierzchnia nie jest brana pod uwagę przy podawaniu powierzchni tych miast, lecz brana pod uwagę przy podawaniu powierzchni całej podprefektury. |                     |            |                    |         |               |      |

## Tereny sporne z Rosją
Południowe Wyspy Kurylskie znajdujące się od 1945 r. we władaniu Rosji, uważane przez Japonię, za część jej terytorium. Zgodnie ze stanowiskiem Japonii, tereny sporne są podzielone administracyjnie na 6 gmin wiejskich (mura).
| Nazwa                         | Nazwa                         | Nazwa               | Powierzchnia (km²) | Kod jednostki | Mapa |
| Polska nazwa                  | Rōmaji                        | Kanji               | Powierzchnia (km²) | Kod jednostki | Mapa |
| ----------------------------- | ----------------------------- | ------------------- | ------------------ | ------------- | ---- |
| Habomai (część miasta Nemuro) | Habomai-guntō (Habomai-shotō) | 歯舞群島 (歯舞諸島) | 94,84              |               |      |
| Rubetsu                       | Rubetsu-mura                  | 留別村              | 1 442,82           | 01698         |      |
| Ruyobetsu                     | Ruyobetsu-mura                | 留夜別村            | 954,55             | 01697         |      |
| Shana                         | Shana-mura                    | 紗那村              | 968,32             | 01699         |      |
| Shibetoro                     | Shibetoro-mura                | 蘂取村              | 756,61             | 01700         |      |
| Shikotan                      | Shikotan-mura                 | 色丹村              | 250,57             | 01695         |      |
| Tomari                        | Tomari-mura                   | 泊村                | 535,35             | 01696         |      |
| Terytoria Północne            | Hoppō-chiiki                  | 北方地域            | 5 003,05           | 01690         |      |

Na północnych wyspach (pod kontrolą Rosji):
- Gołownino (Tomari)
- Jużno-Kurilsk (Ruyobetsu)
- Pionier (Rubetsu)
- Kurilsk (Shana)
- Rudnaja (Shibetoro)

Sporne wyspy (pod kontrolą Rosji):
- Iturup (Etorofu)
- Kunaszyr (Kunashiri)
- Szykotan (Shikotan)
- wysepki Habomai

Dystrykty oddane ZSRR podczas Konferencji w San Francisco:
- Simuszyr (Shimushiro)
- Szumszu (Shumushu)
- Urup (Uruppu)